# Ossakarowka
Ossakarowka (kasachisch und russisch Осакаровка) ist eine Siedlung in Kasachstan. Sie ist das Verwaltungszentrum des Audan Ossakarow im Gebiet Qaraghandy.

## Geografische Lage
Ossakarowka befindet sich 110 km nordwestlich der Gebietshauptstadt zwischen Qaraghandy und der kasachischen Hauptstadt Astana.

## Bevölkerung
Der Ort hat ca. 8046 Einwohner.

## Geschichte
Die Siedlung wurde 1908 gegründet.

## Söhne und Töchter der Siedlung
- Anatoli Kolessow (1938–2012), sowjetischer Ringer